# ديفينيدول
ديفينيدول (بالإنجليزية: Diphenidol)‏؛ هو دواءٌ مناهضٌ للمستقبلات المسكارينية، يعمل مضادًا للقيء وعاملًا مضادًا للدوار. وهو غير مسوق في الولايات المتحدة أو كندا.